# HD 93083
Désignations
HD 93083, également nommée Macondo, est une étoile de la constellation australe de la Machine pneumatique. Elle est située à une distance de 28,49 ± 0,02 pc (∼92,9 al) du Soleil. De magnitude apparente 8,33 dans le spectre visible, elle n'est pas observable à l'œil nu depuis la Terre. Elle est l'objet primaire d'un système planétaire dont l'unique objet secondaire connu à ce jour (octobre 2020) est HD 93083 b, une planète confirmée également nommée Melquíades.

## Propriétés
HD 93083 est une étoile orangée de type spectral K2IV-V, avec une classe de luminosité IV-V qui indique que son spectre montre à la fois des traits d'une étoile sur la séquence principale et d'une étoile sous-géante plus évoluée. D'une masse de 0,7 ± 0,04 masse solaire, son rayon est équivalent à 85 % de celui du Soleil mais sa luminosité ne vaut que 41 % la luminosité solaire. Sa température de surface est de 4 997 K.

## Système planétaire
La planète HD 93083 b a été détectée grâce à HARPS, le spectrographe échelle équipant le télescope de 3,6 mètres de l'ESO à l'observatoire de La Silla au Chili. Sa découverte, par la méthode des vitesses radiales, a été annoncée à Aspen, le 8 février 2008, lors d'une conférence intitulée Aspen Winter Conference 2005: Planet Formation and Detection. Il s'agirait d'une planète géante gazeuse de type Jupiter chaud, d'une masse de 0,37 masse jovienne, comparable à celle de Saturne.

#### ÉtoileHD 93083
- (en) HD 93083 sur la base de données NASA Exoplanet Archive du NASA Exoplanet Science Institute
- (en) HD 93083 sur la base de données Simbad du Centre de données astronomiques de Strasbourg.

#### PlanèteHD 93083 b
- (en) HD 93083 b sur L'Encyclopédie des planètes extrasolaires de l'Observatoire de Paris.
- (en) HD 93083 b sur L'Encyclopédie des planètes extrasolaires de l'Observatoire de Paris.
- (en) HD 93083 b sur la base de données NASA Exoplanet Archive du NASA Exoplanet Science Institute
- (en) HD 93083b sur la base de données Simbad du Centre de données astronomiques de Strasbourg.